# Chiesa di San Pietro (Bosa)
La chiesa di San Pietro  è un edificio religioso di Bosa, situato nella località campestre di Calameda, sulla riva sinistra del Temo, a circa due chilometri dalla città. Fu cattedrale della diocesi di Bosa ed è una delle più antiche chiese romaniche della Sardegna, essendo stata eretta, per volere del vescovo Costantino de Castra, tra il 1053 e il 1073.

## Denominazione
La decisione di Costantino de Castra (primo vescovo di Bosa di cui si abbia notizia) di intitolare a San Pietro la cattedrale bosana può essere forse intesa come segno di schieramento a favore del pontefice romano dopo lo scisma ortodosso del 1054: infatti, Costantino de Castra, come sappiamo da una lettera del 1073 del Papa Gregorio VII, fu impegnato personalmente nella propaganda filo-occidentale presso i Giudici della Sardegna (isola di tradizione liturgica bizantina) e nello stesso anno ricevette da papa Gregorio VII la nomina ad arcivescovo di Torres.
Successivamente, in maniera inesatta e senza alcun riscontro nei documenti antichi, l'ex cattedrale ha acquisito, nell'uso comune, la denominazione di extra muros, più adatta per la chiesa di Sant'Antonio Abate, effettivamente sita nelle prossimità esteriori delle mura cittadine.
La chiesa verrà conosciuta anche con la doppia intitolazione ai santi Pietro e Paolo; anche in questo caso si tratta però di una dedicazione non originaria e motivata dalla presenza, nella chiesa, delle statue dei due santi, dedicate nel 1608.

## La costruzione
La chiesa fu edificata in un’area dove insisteva l’antica necropoli romana e altomedievale (della quale sono state recuperate numerose iscrizioni e tombe databili dal II secolo alla fine del VII secolo d.C.) e dove, forse, sorgeva una struttura bizantina destinata alla liturgia funeraria.

## Storia
A partire dalla riforma della Chiesa sarda effettuata dal papa Alessandro II con l'obiettivo di razionalizzare il servizio spirituale per le popolazioni rurali, Bosa fu eretta a sede vescovile nell’XI secolo. La nuova diocesi di Bosa inglobò quella Senafer-Cornus, che era stata istituita probabilmente tra il IV e il V secolo e il cui quartiere vescovile fu abbandonato, insieme alla stessa Cornus, con l'arrivo dei Vandali.

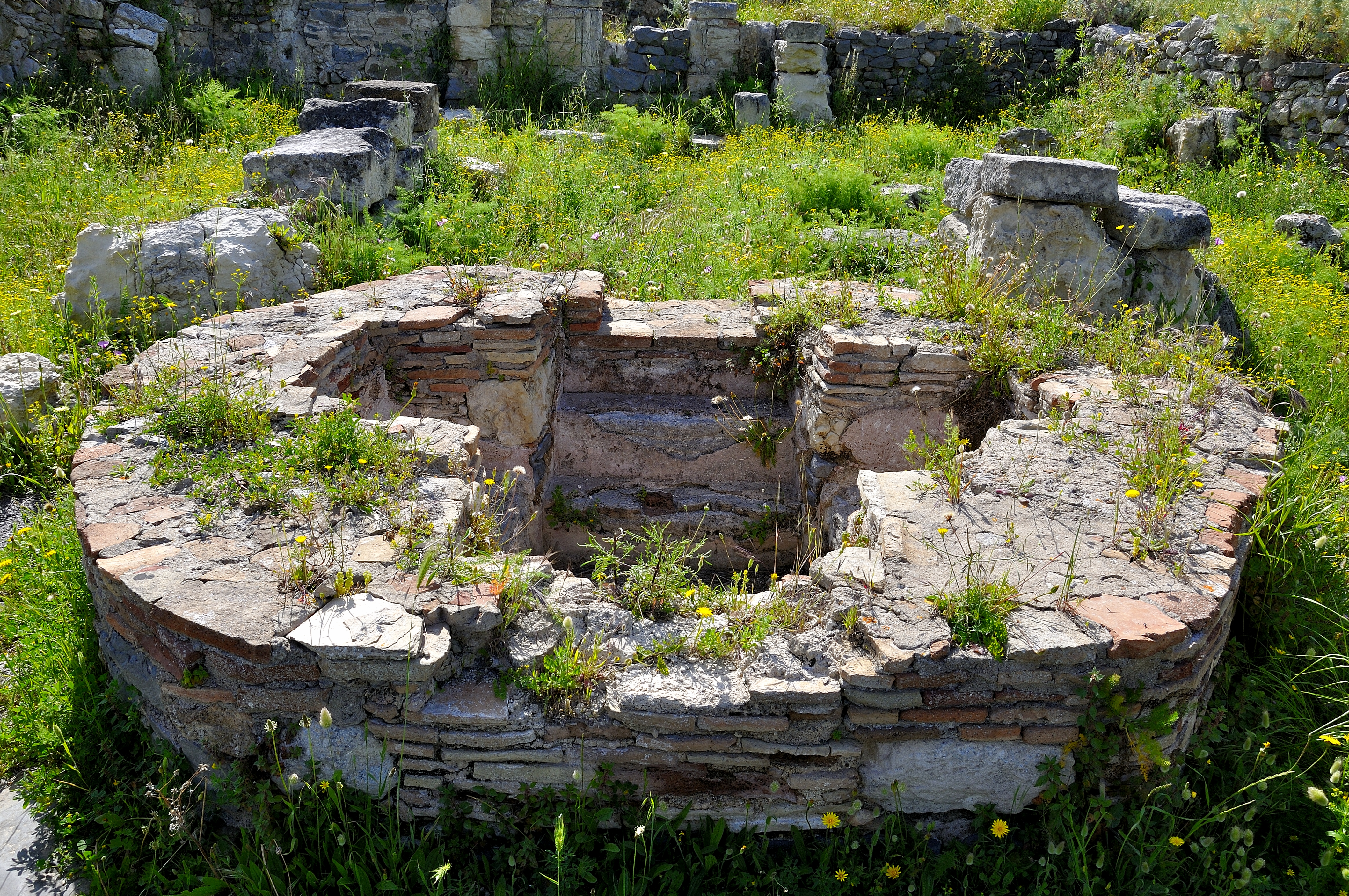
Rovine del fonte battesimale di Cornus, (Cuglieri)

La chiesa fu edificata in un’area dove insisteva l’antica necropoli romana e altomedievale (della quale sono state recuperate numerose iscrizioni e tombe databili dal II secolo alla fine del VII secolo d.C.) e dove, forse, sorgeva una struttura bizantina destinata alla liturgia funeraria, la cui funzione sarà poi assunta dalla futura chiesa di San Pietro.
L’edificio originario in stile romanico lombardo (o pisano) era di dimensioni ridotte e presentava una pianta rettangolare, probabilmente a una sola navata. Fu costruito con pietra calcarea e corrisponde alla parte centrale dell’attuale chiesa, lungo il muro settentrionale, addossato alla torre campanaria: ne rimangono tracce, oltre che nel muro settentrionale, nei pilastri centrali (lato nord), e nelle voltine a crociera delle navatelle.
Con riferimento a questa fase, all’esterno della chiesa si conserva – incisa sul concio di una lesena dell’abside (lato nord-est) – l‘epigrafe che documenta l’atto di posa della prima pietra, da parte del vescovo Costantino de Castra probabilmente nel 1053 (o nel 1062). Si tratta della più antica attestazione epigrafica recante una data del Giudicato di Torres. La cerimonia di posa della prima pietra prevedeva che il vescovo la portasse in processione così da mostrarla agli abitanti di Bosa; una volta consacrata con un solenne rituale, essa veniva collocata nelle fondamenta dell’edificio. Nel concio appare un'iscrizione che è stata interpretata come segue:
(Epigrafe che testimonia la posa della prima pietra)
Conclusa la costruzione della chiesa, questa venne consacrata e dedicata a San Pietro nel 1073, come attesta una seconda iscrizione, collocata nella navata centrale dell’edificio, sopra il fonte battesimale:
(Lastra marmorea della consacrazione e dedicazione della chiesa di San Pietro)

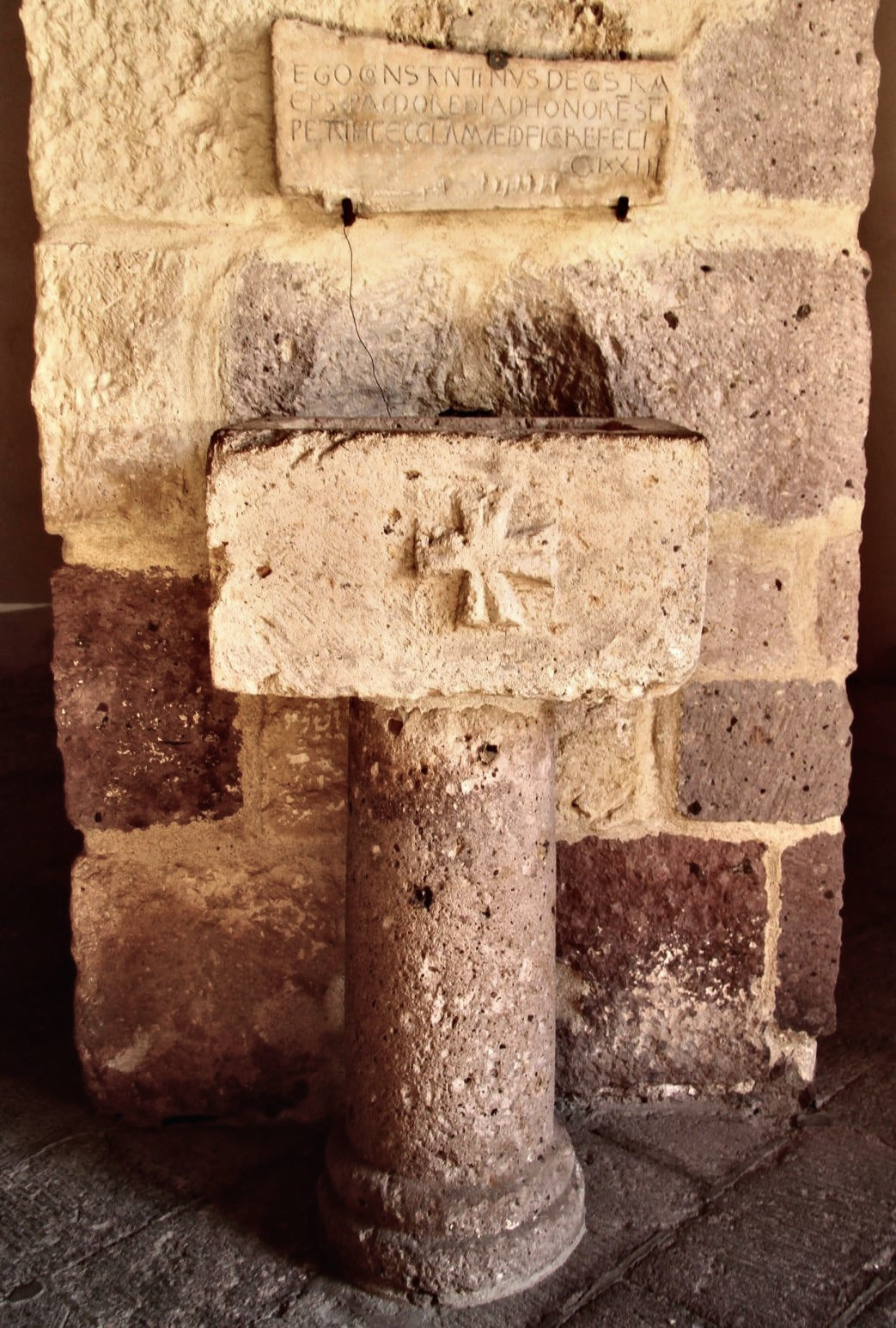
Epigrafe di consacrazione della chiesa sopra il fonte battesimale

Nel XII secolo, la chiesa fu allungata (sia verso l’abside che verso la facciata) e allargata a sud: per l’effetto, l’antico edificio venne pressoché completamente demolito, conservando la struttura a nord, che fu allungata; furono inoltre realizzate una nuova facciata e una nuova abside.
Forse a questa fase costruttiva risale una terza iscrizione posta all’esterno della chiesa, in una parasta dell’abside (a est). Sebbene sia mutila, è stata interpretata come epigrafe dedicatoria da parte di un Giovanni Masala, attestato come vescovo di Bosa nel 1138.
Nell’ultimo quarto del XIII secolo, ulteriori lavori interesseranno la facciata a salienti, attribuita al maestro Anselmo da Como, e parte del lato nord-orientale, con l’erezione di sottarchi costolati.
A partire dalla fine del Duecento, con la costruzione del castello dei Malaspina sul colle di Serravalle e con il popolamento del sottostante borgo, distante circa due chilometri dall’antica cattedrale, la chiesa di San Pietro dovette subire un lento abbandono finché non fu sostituita, nelle sue funzioni, dalla chiesa di Santa Maria, a valle del nuovo abitato.

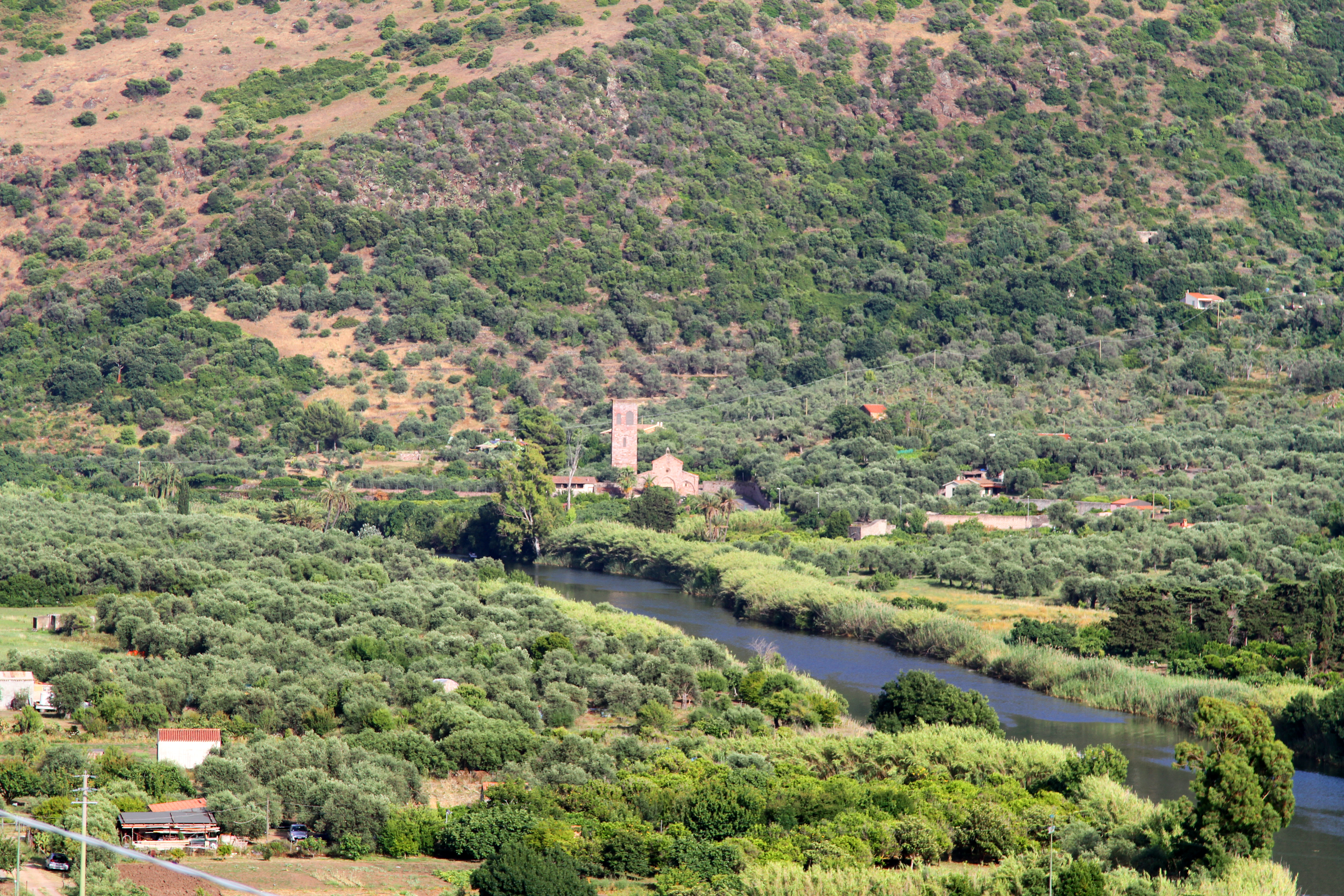
La chiesa vista dal borgo medievale di Bosa

Il vescovo di Bosa Saguini, nel 1458, testimonia il grave stato di rovina in cui era caduta la vecchia cattedrale, per effetto di questo processo. A tale stato di deterioramento, il 12 settembre di quell’anno, il papa Pio II cercherà di porre rimedio concedendo l'indulgenza plenaria ai membri della confraternita della Vergine Maria e a chiunque altri si fosse adoperato per la riparazione della chiesa e per l'acquisto di corredi per il culto. Dal documento, tra le altre cose, si deduce, che, di fatto, la chiesa di Santa Maria oramai assolveva, nel XV secolo, il ruolo di cattedrale, non potendosi neppure officiare in sicurezza il culto nell'antica chiesa di San Pietro.
Definitivamente abbandonata nel XV secolo e sconsacrata (forse per un fatto di sangue avvenuto nel suo interno), fu soltanto grazie al vescovo Giovanni Francesco Fara – come risulta da una relazione trasmessa al papa Gregorio XIV – che la chiesa sarà restaurata, riconsacrata e riaperta al culto (1591). In tale occasione, lungo il lato settentrionale della chiesa, tra la torre campanaria e l’abside, furono edificati dei locali con funzione di palazzo episcopale, di cui rimangono le fondamenta.
Pur essendo stata sostituita, come cattedrale, dalla chiesa di Santa Maria (l’attuale Concattedrale dell’Immacolata Concezione), il tempio campestre continuò nei secoli successivi a svolgere un ruolo spirituale di primo piano per la popolazione. In esso, il 29 giugno, continuano a svolgersi i festeggiamenti per i santi Pietro e Paolo, che prevedono una processione in barca lungo il vicino fiume Temo.
Pesanti restauri furono effettuati tra il 1938 e il 1952.
La chiesa fa parte della parrocchia della Cattedrale (forania di Bosa) ed è inclusa nella Diocesi di Alghero-Bosa, fondata nel 1986 con l’unione delle Diocesi di Bosa (eretta nell’XI secolo) e di Alghero (istituita nel XVI secolo).

## Descrizione

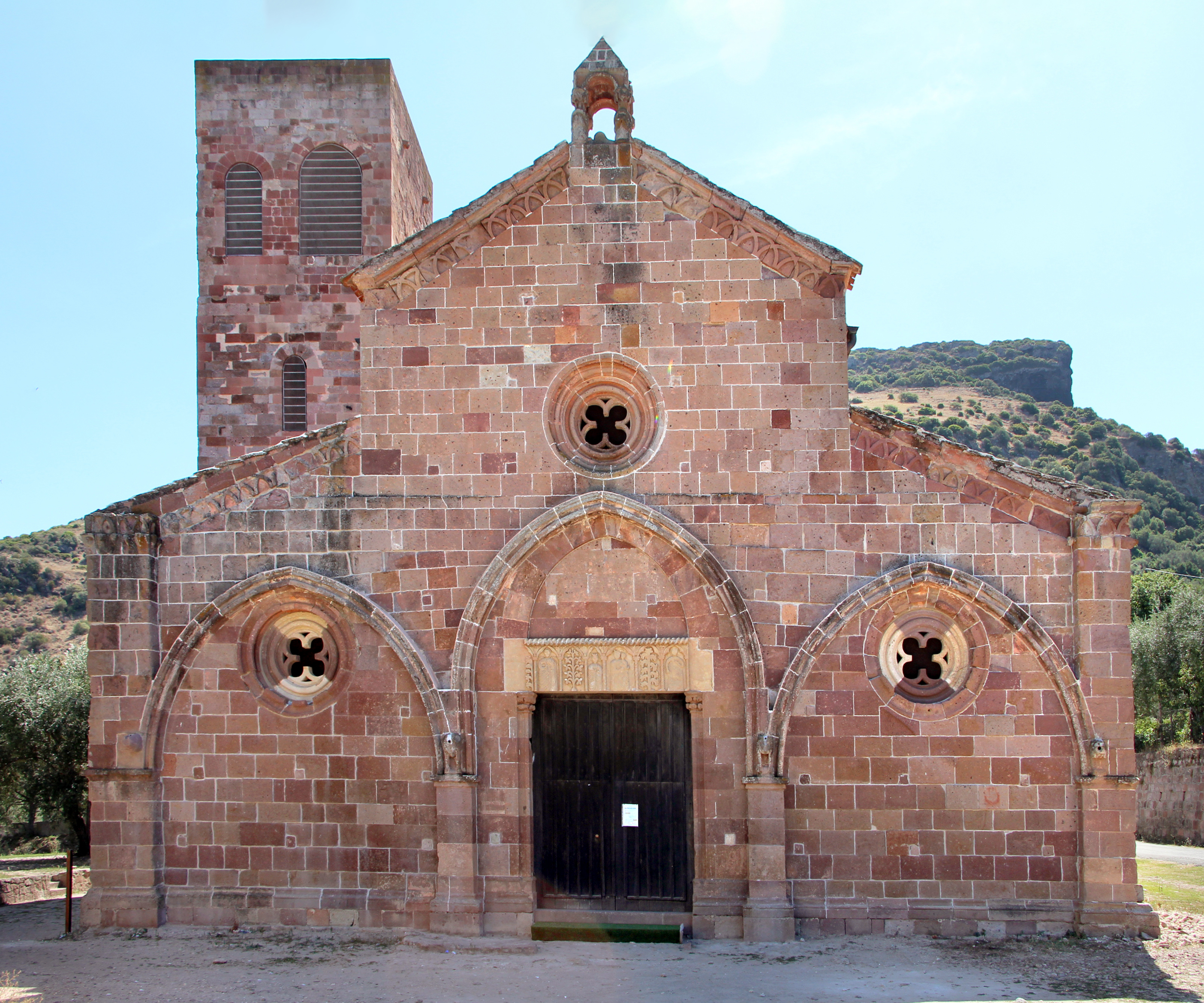
Facciata della chiesa

Il prospetto a salienti, come già detto, è datato intorno all'ultimo quarto del XIII secolo ed è attribuito al maestro Anselmo da Como.
La facciata, in trachite rossa locale, è innalzata su uno zoccolo a scarpa. Essa è scandita da tre archi (quelli laterali più bassi) a sesto acuto e a doppia ghiera. Gli archi poggiano su quattro semipilastrini e quelli ai fianchi originano dalle due paraste laterali della facciata.
Sui semipilastri e nelle paraste d’angolo, nel punto in cui originano le arcate della facciata, sono collocati quattro doccioni (le cui teste sono andate perdute) che compongono un tetramorfo, rappresentante gli evangelisti: un’aquila (san Giovanni), un bue (san Luca), un leone (san Marco) e una figura antropomorfa (san Matteo).

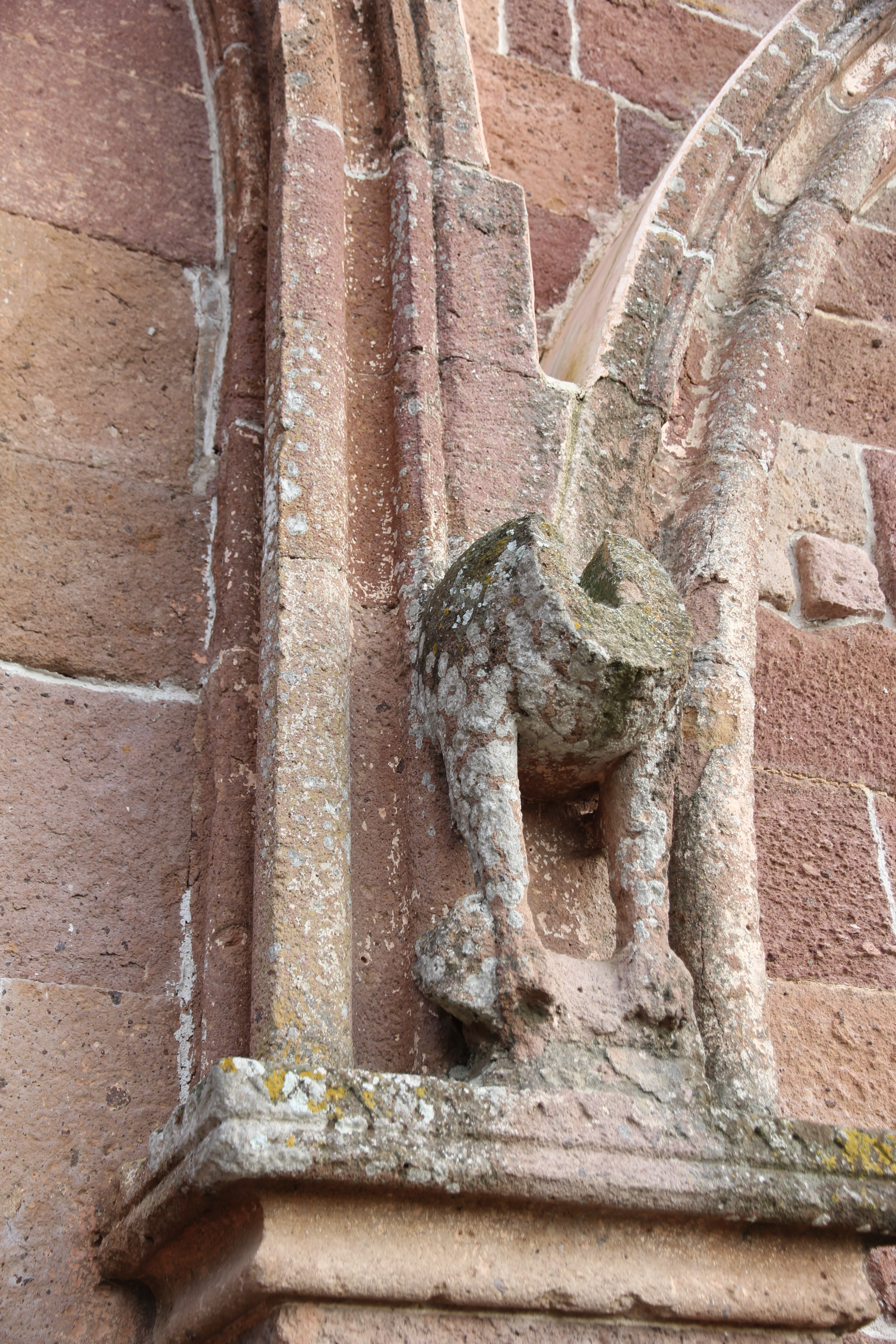
Leone, doccione del tetramorfo

Negli archi laterali si apre, nel punto più alto, un oculo quadrilobato, strombato da modanature concentriche e nelle cui ghiere interne si alternano due conci di calcare bianco e due di trachite rossa. L’alternanza è ripetuta anche all’interno dei quadrilobi.

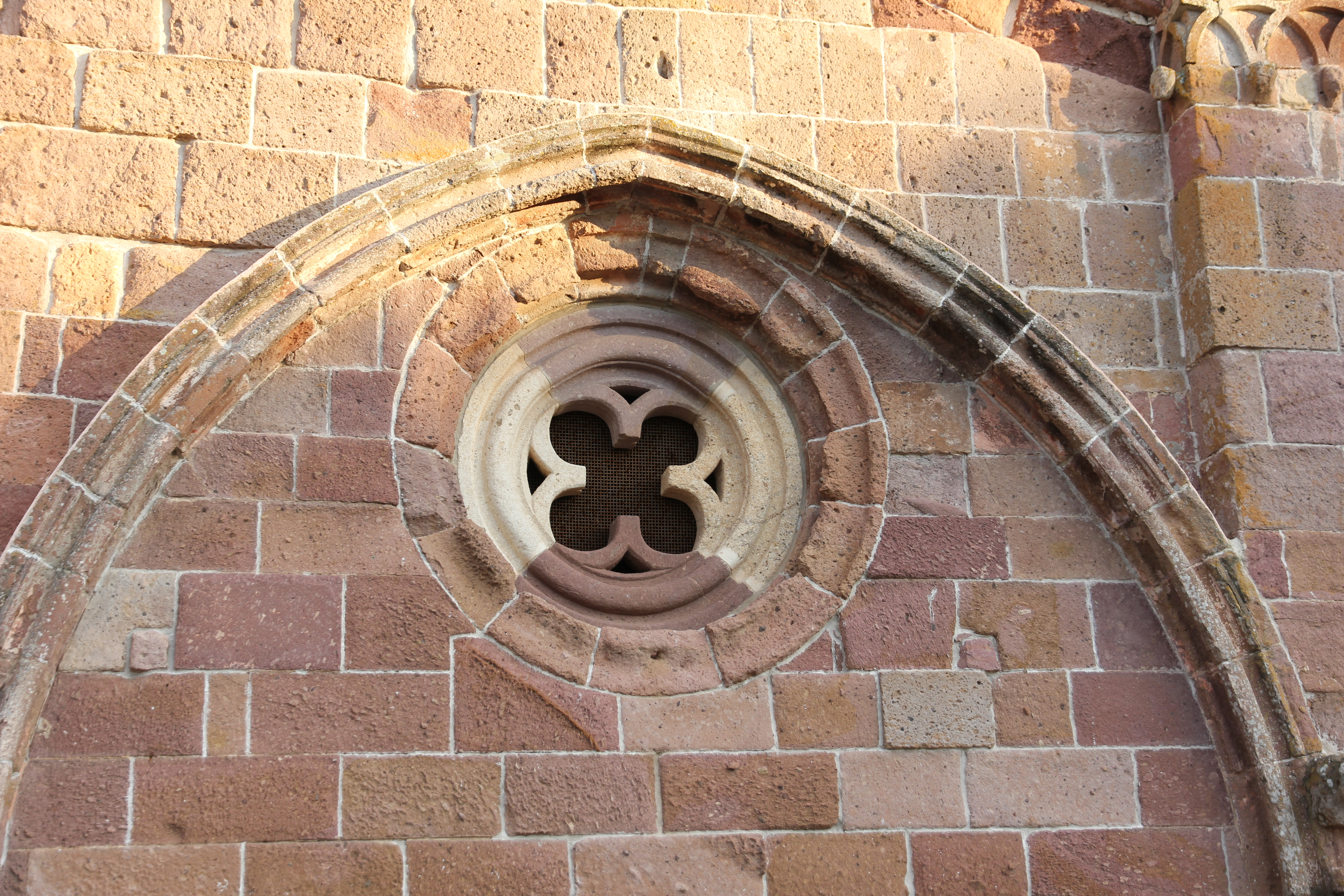
Particolare di un oculo laterale quadrilobato

Un terzo oculo – più piccolo rispetto a quello laterali e completamente in trachite – si apre al vertice dell’arcata centrale e all’esterno delle relative ghiere.
L'arcata mediana incornicia il portale, sormontato da un architrave di calcare bianco e arco di scarico a ogiva. 
Esso poggia su capitelli dai motivi vegetali e su pilastri profondamente modanati. L’architrave è scolpito con un motivo a finta loggia, con sei archetti trilobati, scanditi da colonnine tortili. Le arcate ospitano, con resa bidimensionale, le seguenti figure (da sinistra a destra): San Paolo, l’albero della vita, l'imperatore Costantino aureolato (in quanto ritenuto santo per i sardi dietro l’influsso bizantino), la Madonna col Bambino, un secondo albero della vita e san Pietro.

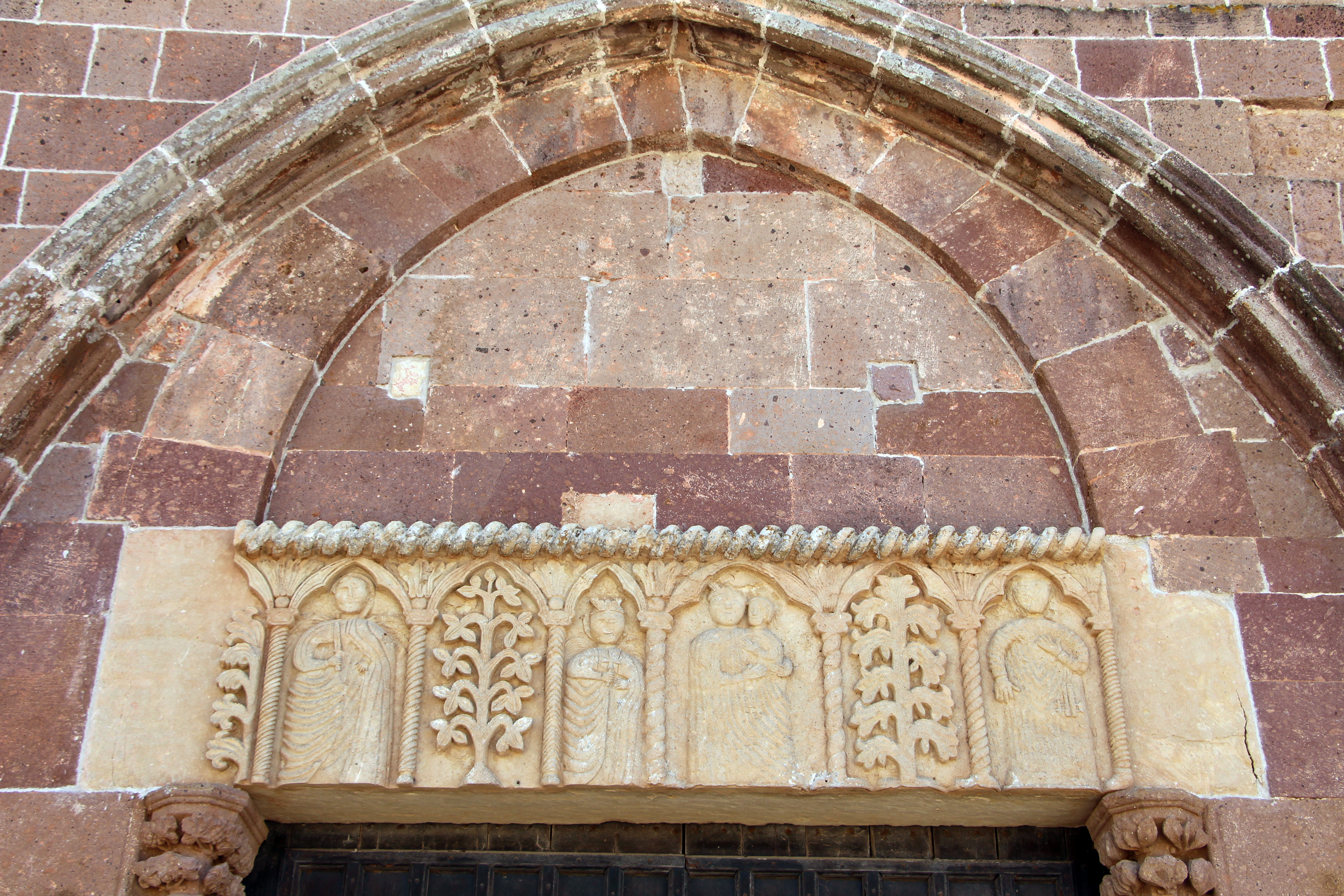
Architrave a finte logge

La composizione è di tipo gerarchico: le figure più importanti sono quelle centrali, incorniciate dagli alberi della vita, e alla Madonna è dedicata un'arcata più grande. Tutte le figure antropomorfe sono inoltre caratterizzate da complicati drappeggi schematicamente incisi, da cui fuoriescono le braccia in posizione innaturale.
Gli spioventi del tetto sono decorati da un motivo di archetti a tutto sesto intrecciati, che risvolta per un breve tratto anche sul lato sinistro.
Sopra il tetto della navata centrale, all’apice del prospetto, si erge una piccola edicola su colonnine ofitiche, avvolte e annodate a metà altezza da un serpente attorcigliato. Essa è considerata la firma del maestro Anselmo.

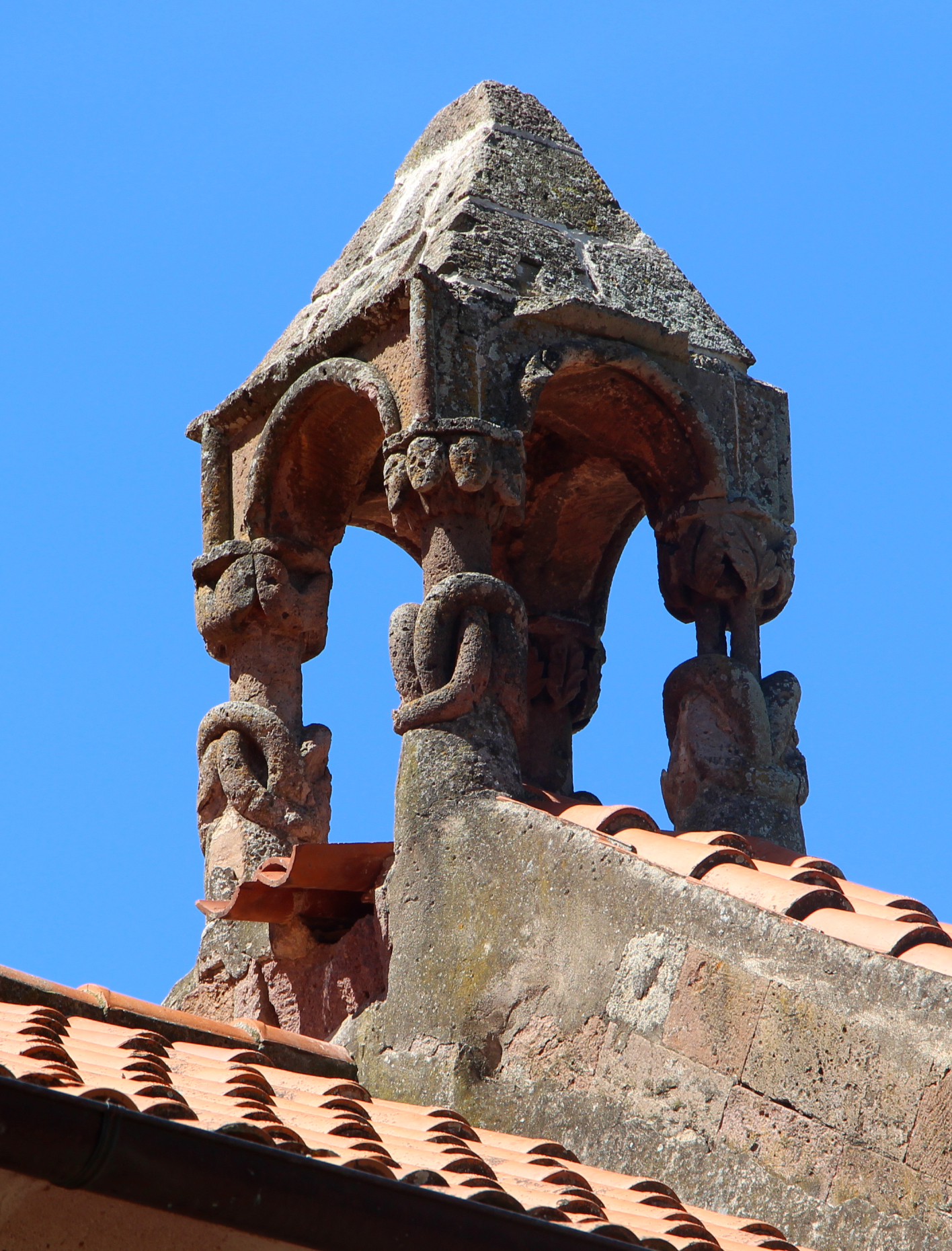
Edicola su colonne ofitiche

L'abside – semicircolare e orientata a est – è divisa in cinque sezioni da lesene che sostengono mensole a sguscio che a loro volta sorreggono due archetti per sezione poggianti su peducci. Nella prima, terza e quarta sezione si aprono delle monofore con centina gradonata.

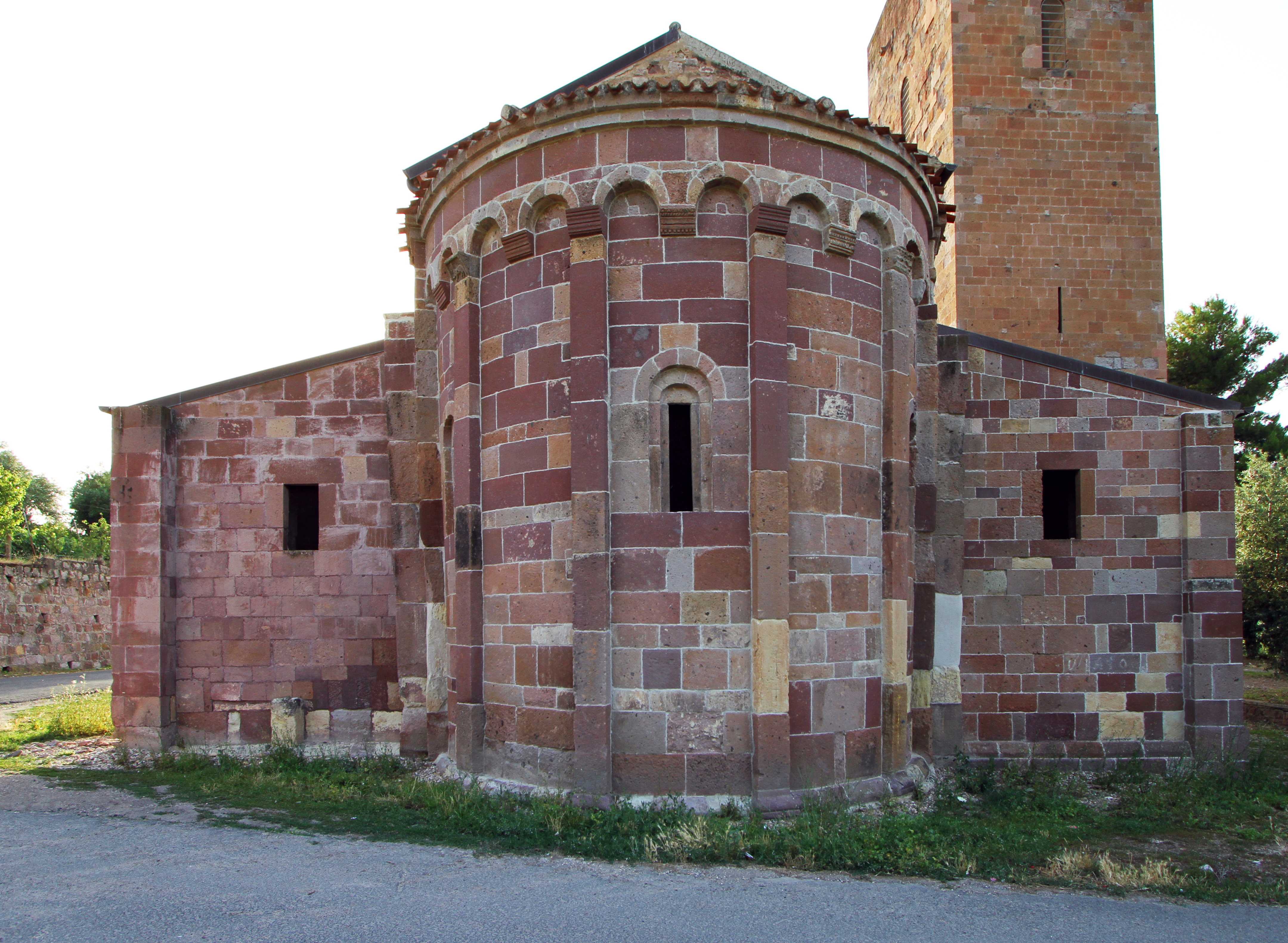
Abside della chiesa

Nell’abside compaiono le iscrizioni medievali già menzionate.
Inoltre, all’esterno, in corrispondenza del paramento di una parasta dell’abside, è stata murata, capovolta, una stele funeraria in trachite rossa del II-III secolo d.C., di forma rettangolare come conseguenza del suo riadattamento come materiale edilizio (originariamente doveva essere dotata di coronamento a timpano o a cuspide). L’epitafio funebre, che proveniva dalla necropoli romana sita nei pressi dell’attuale chiesa, riporta le seguenti parole:
(Epitafio di L(ucius) Valerius Tatianus, ILSard I, 234)
Il lato sinistro è tutto in trachite rossa e, nella porzione terminale, compaiono due lesene contenenti tre archetti. Su questo lato, addossato al muro – e in posizione approssimativamente centrale – si trova una torre campanaria a canna quadrata di circa 24 metri (la parte superiore è frutto di rifacimento). Il suo orientamento contrasta in parte con la chiesa, al punto che si è supposto sia stata eretta su una costruzione precedente.
A ovest del campanile si apre una porta secondaria; un’ulteriore porta si trova a est della torre ed era in comunicazione con il palazzo episcopale del XVI secolo. Sempre sulla parete nord, a est della porta appena menzionata, due paraste racchiudono tre archetti che poggiano su mensole; una di esse raffigura un uccello con dei particolari motivi a spirale.

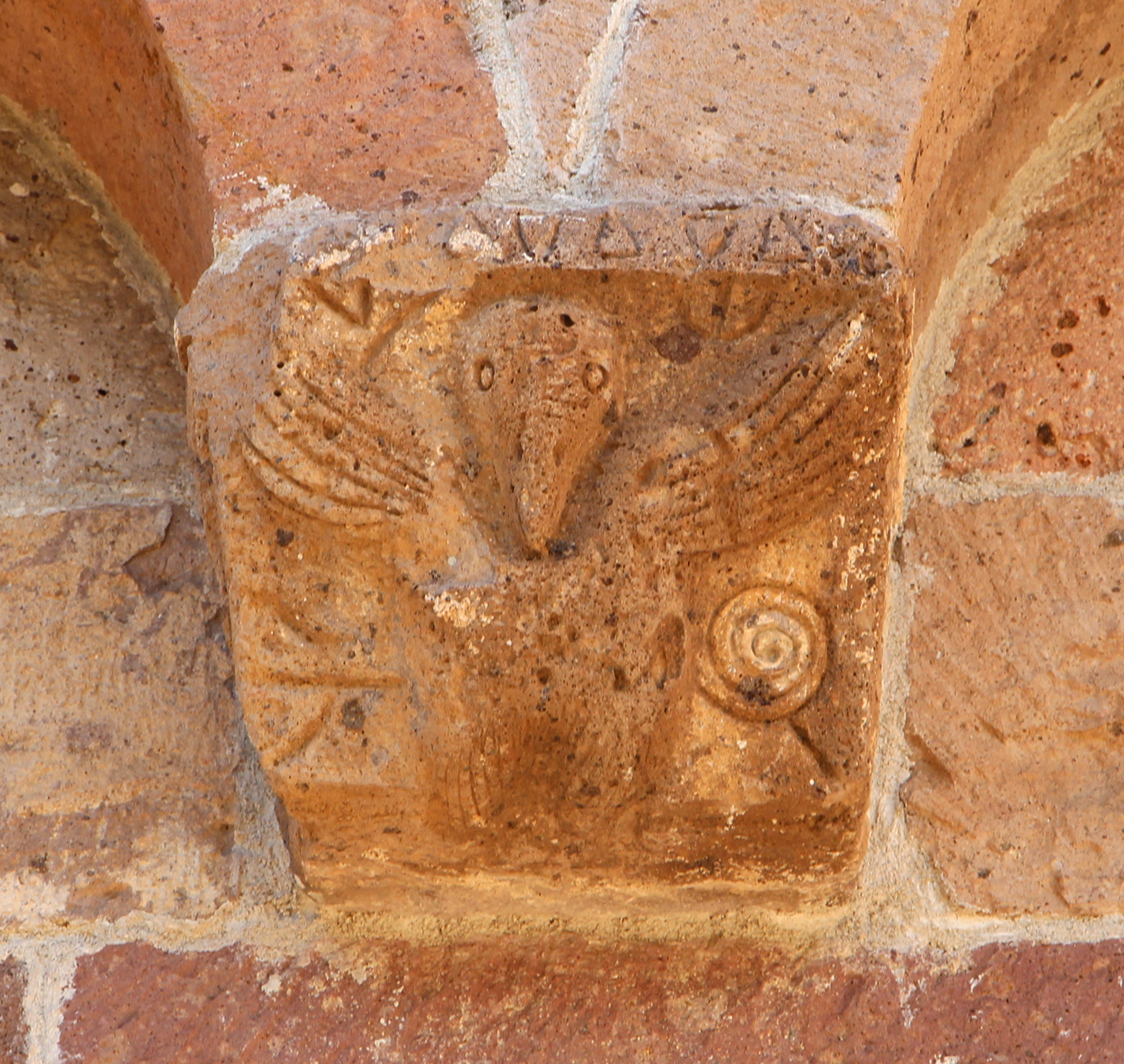
mensola con motivi zoomorfi e a spirale

Il lato destro della chiesa è per gran parte costituito da pietrame misto (lavori di restauro compiuti nel 1938, alterarono l'originario aspetto della chiesa, in seguito alla sostituzione di gran parte dei conci della fabbrica).
L’interno presenta una quota di calpestio di 60 cm inferiore rispetto all’esterno. Esso è a tre navate, scandite da nove archi a tutto sesto per lato, sorretti da pilastri rettangolari. La navata centrale è absidiata ed è coperta da capriate lignee, mentre le due laterali sono con volta a crociera.

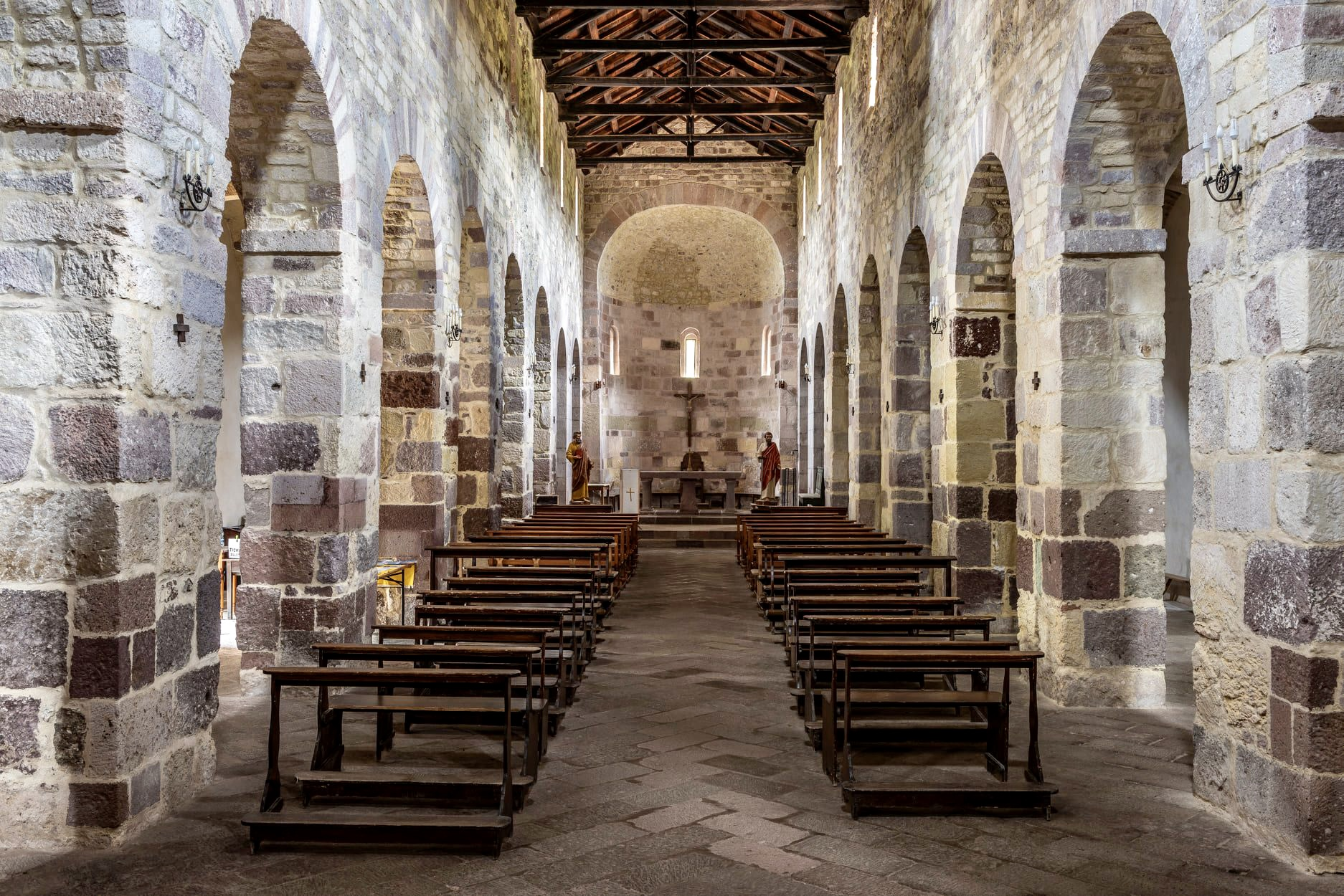
Interni della chiesa

Le navate laterali sono intonacate, eccetto nelle volte a crociera, e sono sostenute da archi traversi a tutto sesto poggianti su mensole gradonate in pietra rosa.
In corrispondenza del primo pilastro a destra, a partire dall’ingresso, si trova il fonte battesimale in calcare bianco con una croce greca per ciascun lato, che in origine era sito tra la seconda e la terza campata della navatella destra. Sopra vi è, murata, l’epigrafe di dedicazione della chiesa del 1073.

## Galleria d'immagini

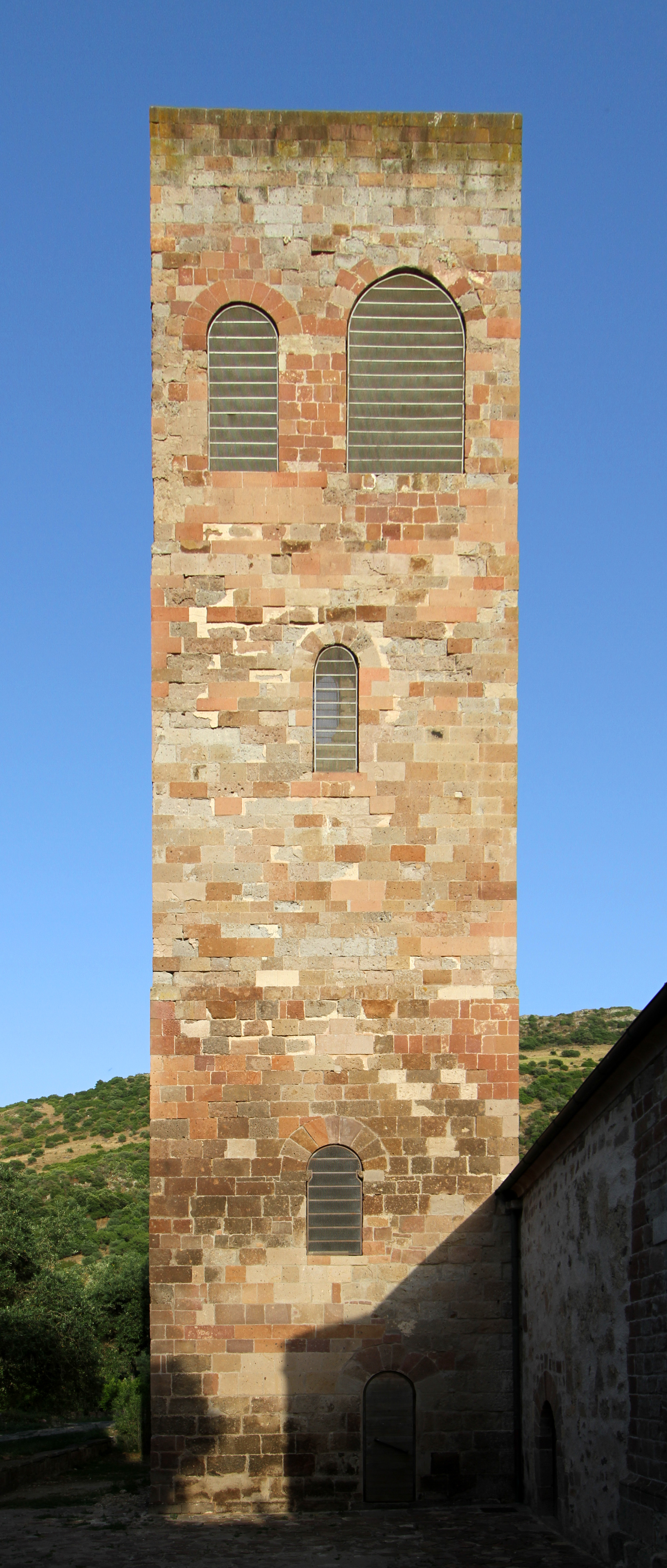
La torre campanaria della chiesa
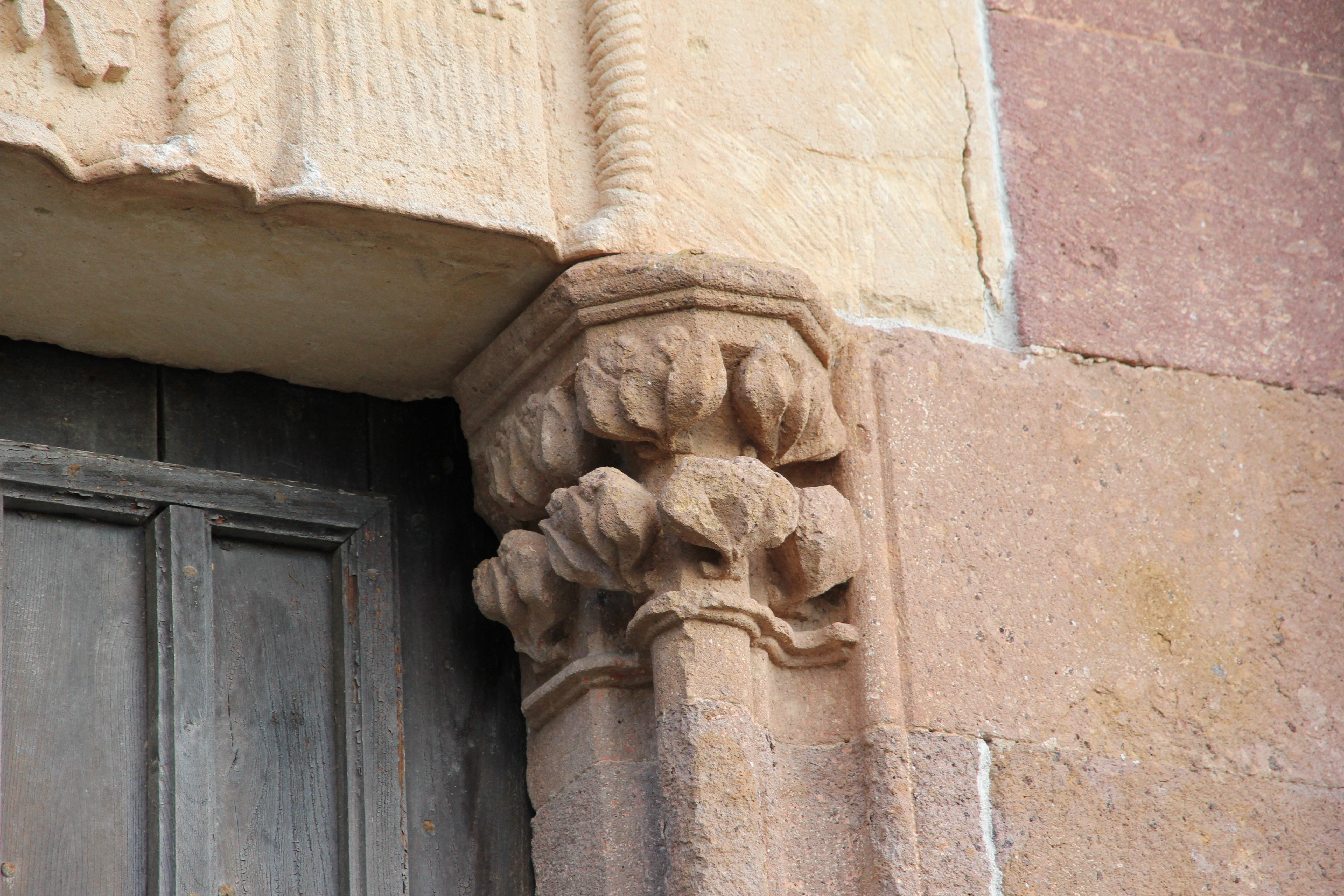
Capitello a motivi floreali che sorregge l’architrave
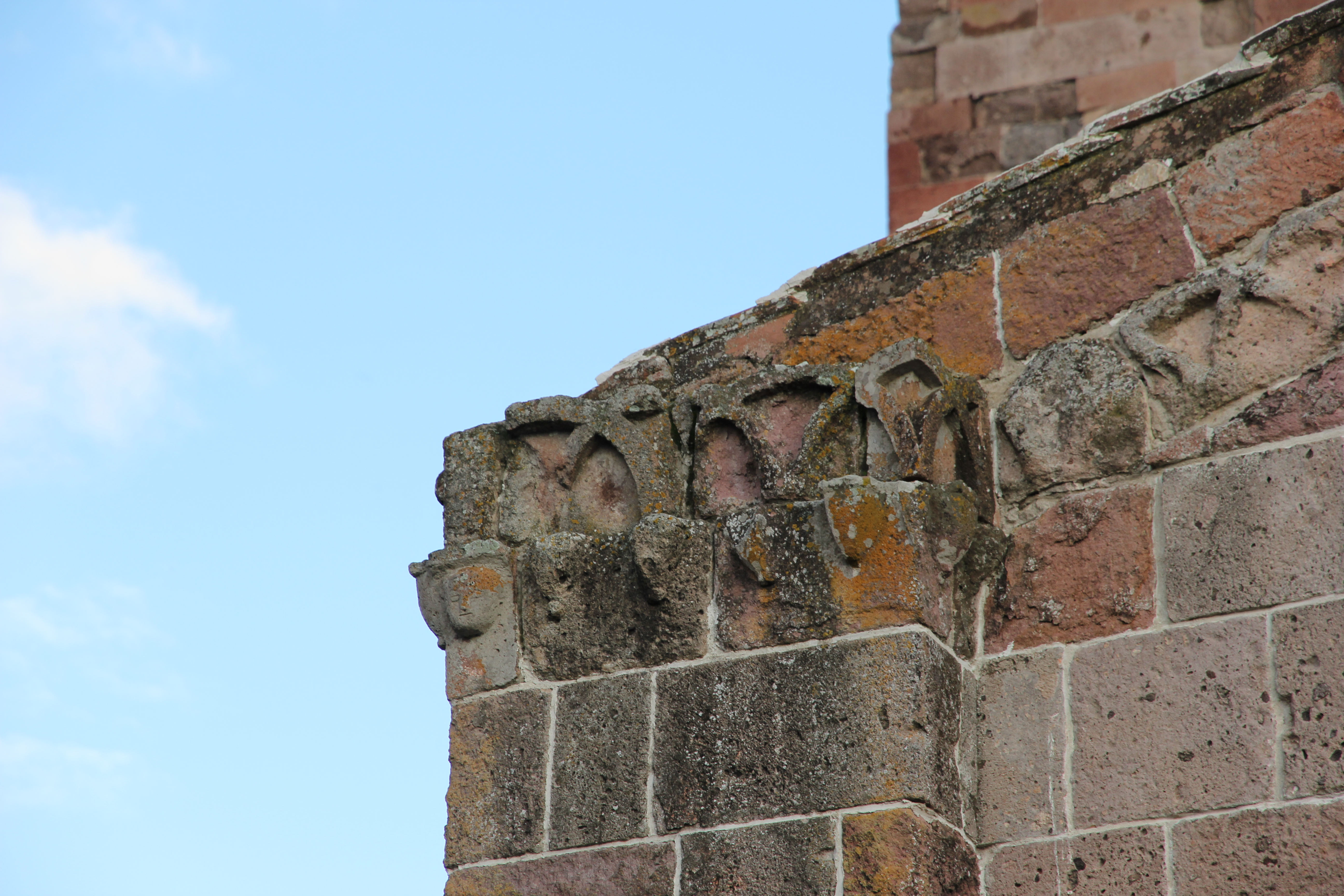
Decorazione sulla parasta laterale del prospetto
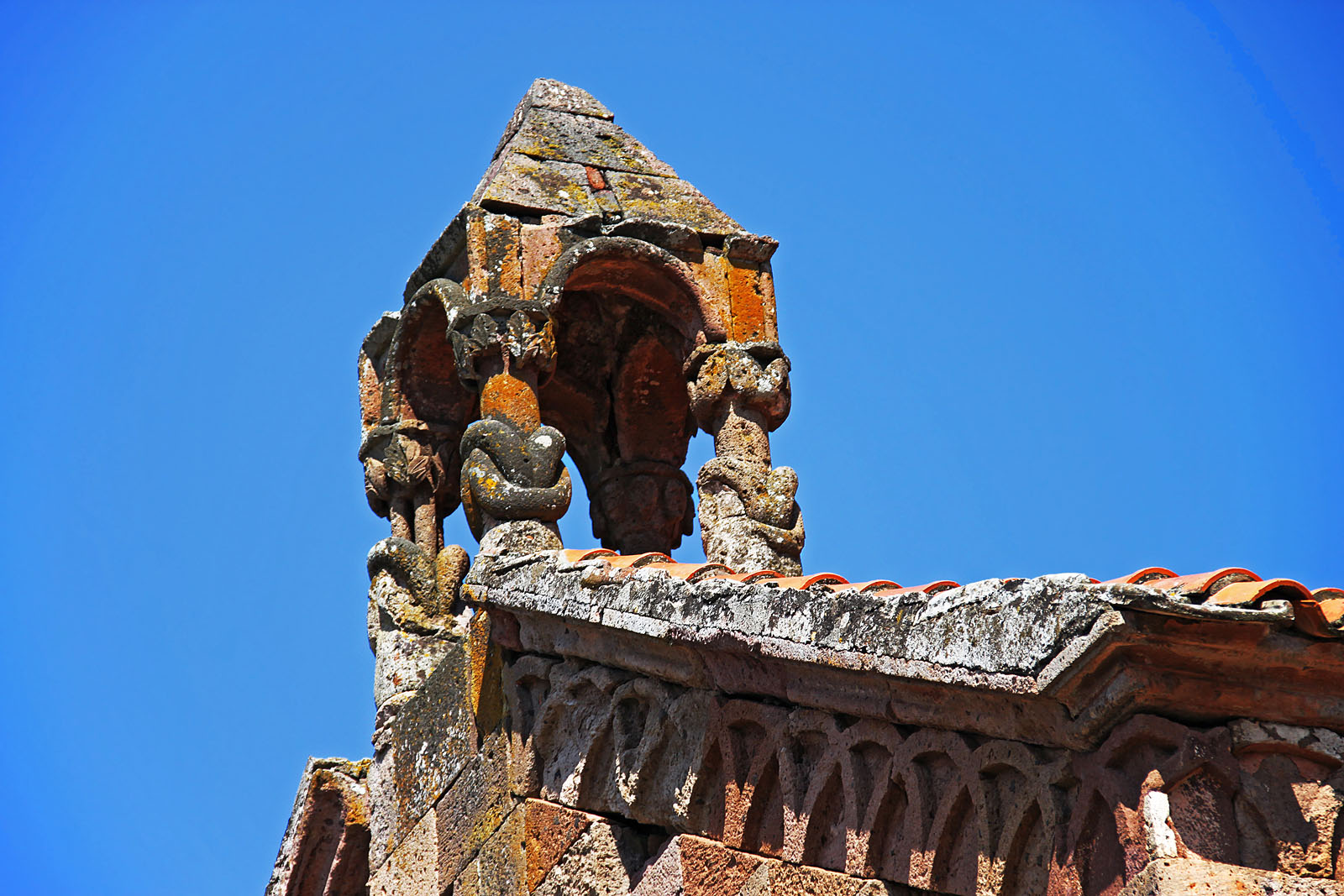
Dettaglio dell’edicola
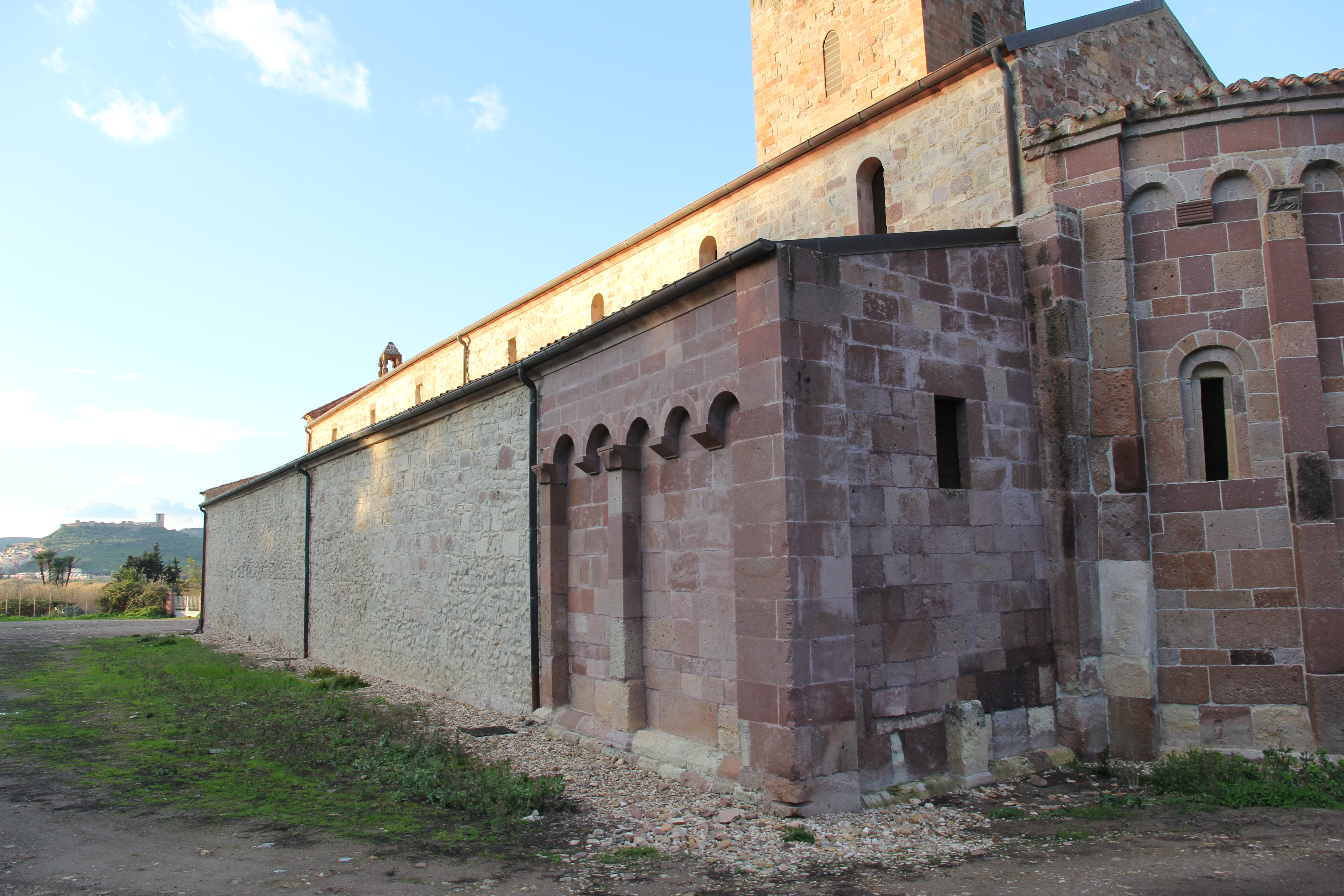
Lato sud della chiesa
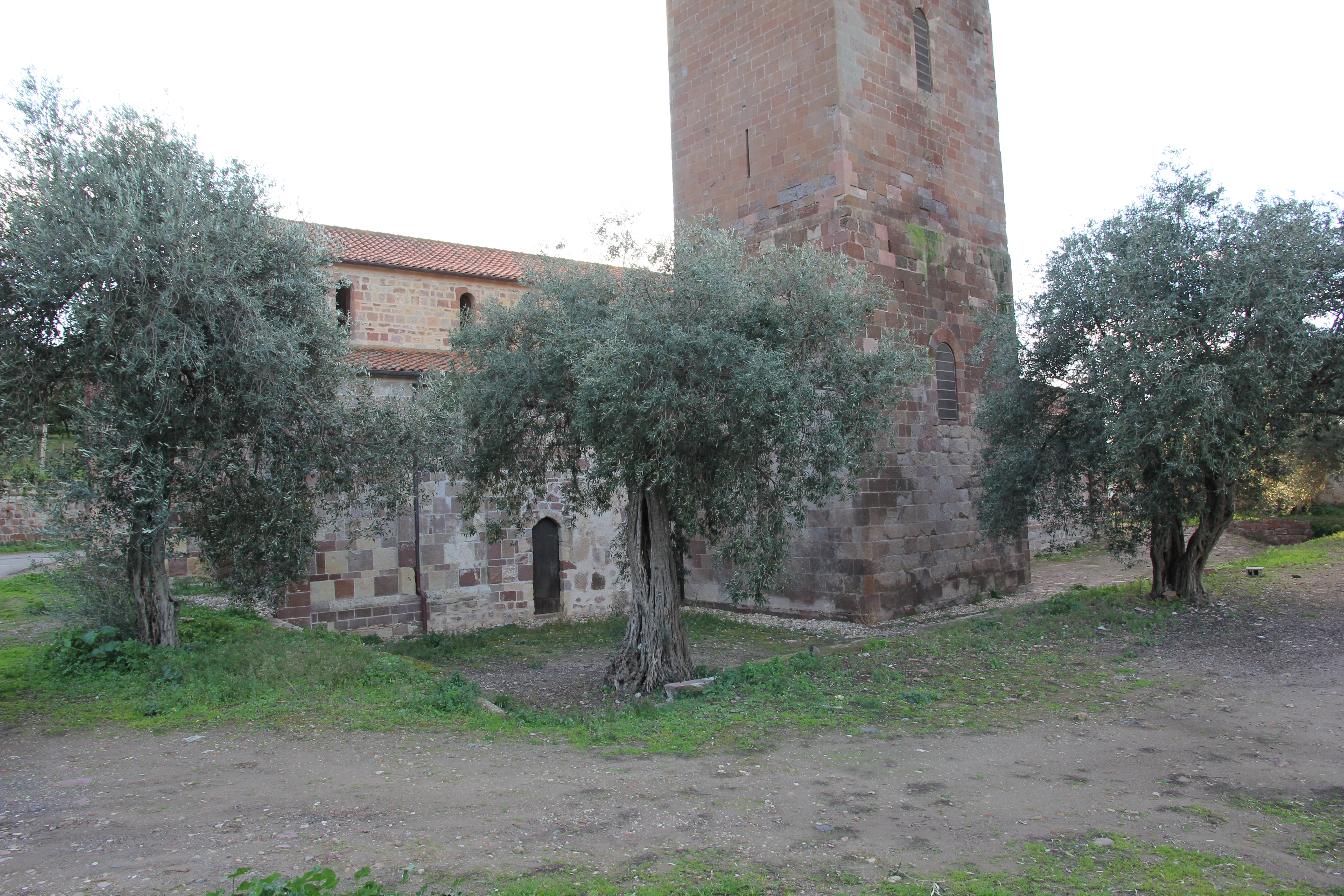
Porzione del lato nord della chiesa
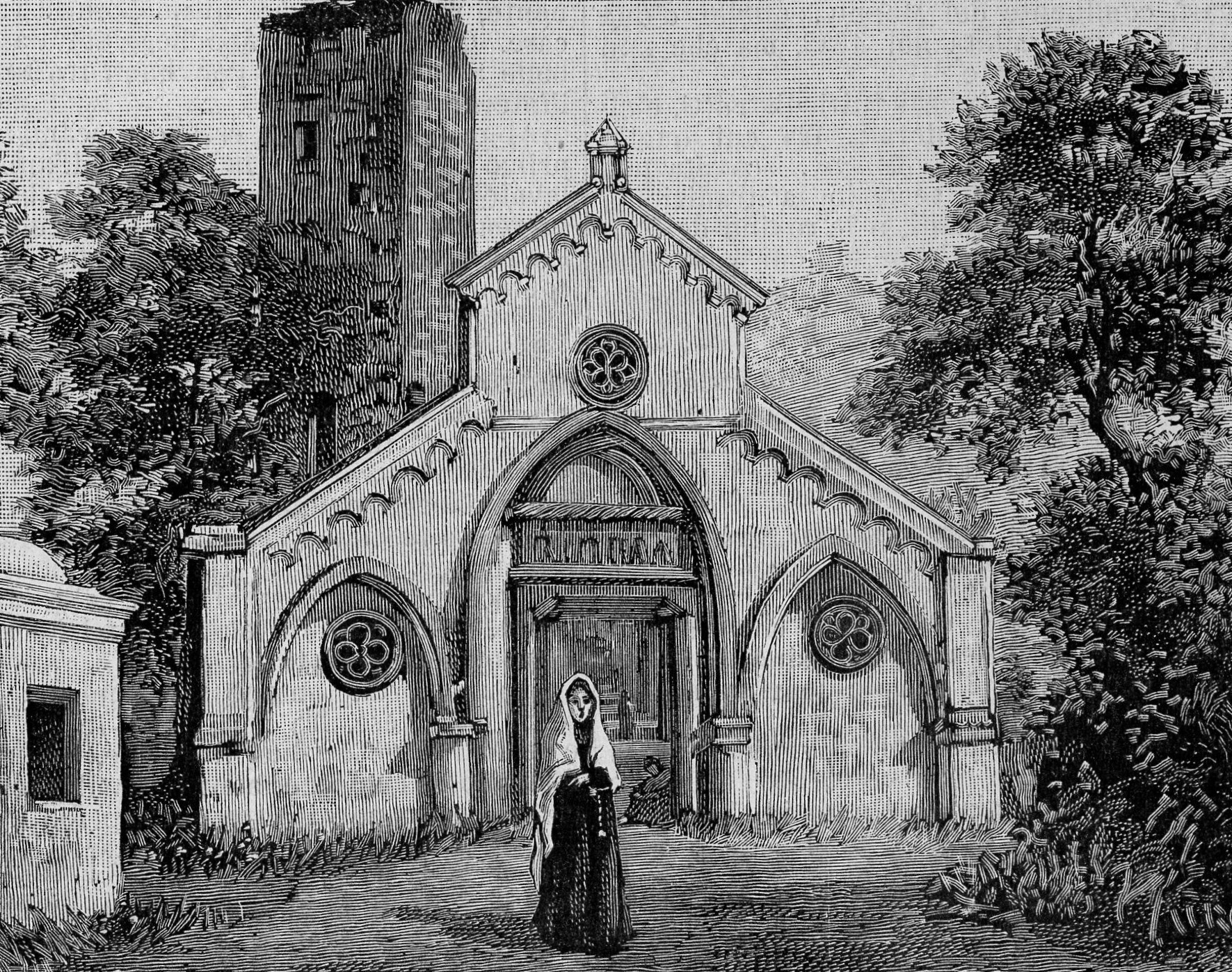
Xilografia ottocentesca